# Remedios Amaya
María Dolores Amaya Vega, coneguda com a Remedios Amaya (Sevilla, 1 de maig de 1962), és una cantant espanyola dedicada a la música flamenca.

## Trajectòria
Nascuda al barri sevillà de Triana, va editar una primera obra el 1978 sota el títol de Remedios Amaya. Va començar a actuar per pobles i ciutats de tota Andalusia. Camarón de la Isla va ser el seu referent musical i un dels seus principals suports.
El 1983 va ser triada per representar Espanya al Festival de la Cançó d'Eurovisió, celebrat a Múnic (Alemanya). La cançó d'arrel flamenca «¿Quién maneja mi barca?», composta per José Miguel Évoras i Isidro Muñoz i interpretada amb una orquestra en directe, no va obtenir cap punt en les votacions ex aequo amb la representació de Turquia).
Va ser la primera dona gitana que va acudir al festival i la repercussió mediàtica del resultat va créixer en actuar descalça i amb un vestit que no era el confeccionat per a l'ocasió, per una coincidència amb la decoració de l'escenari.
Remedios va declarar a TVE el 2004 que era orgullosa de la seva participació en el festival i el 2013 va corroborar això a l'agència EFE. Des de llavors s'ha dedicat al cant flamenc, bulerías, rumba… La seva veu ha tingut excel·lents crítiques musicals.

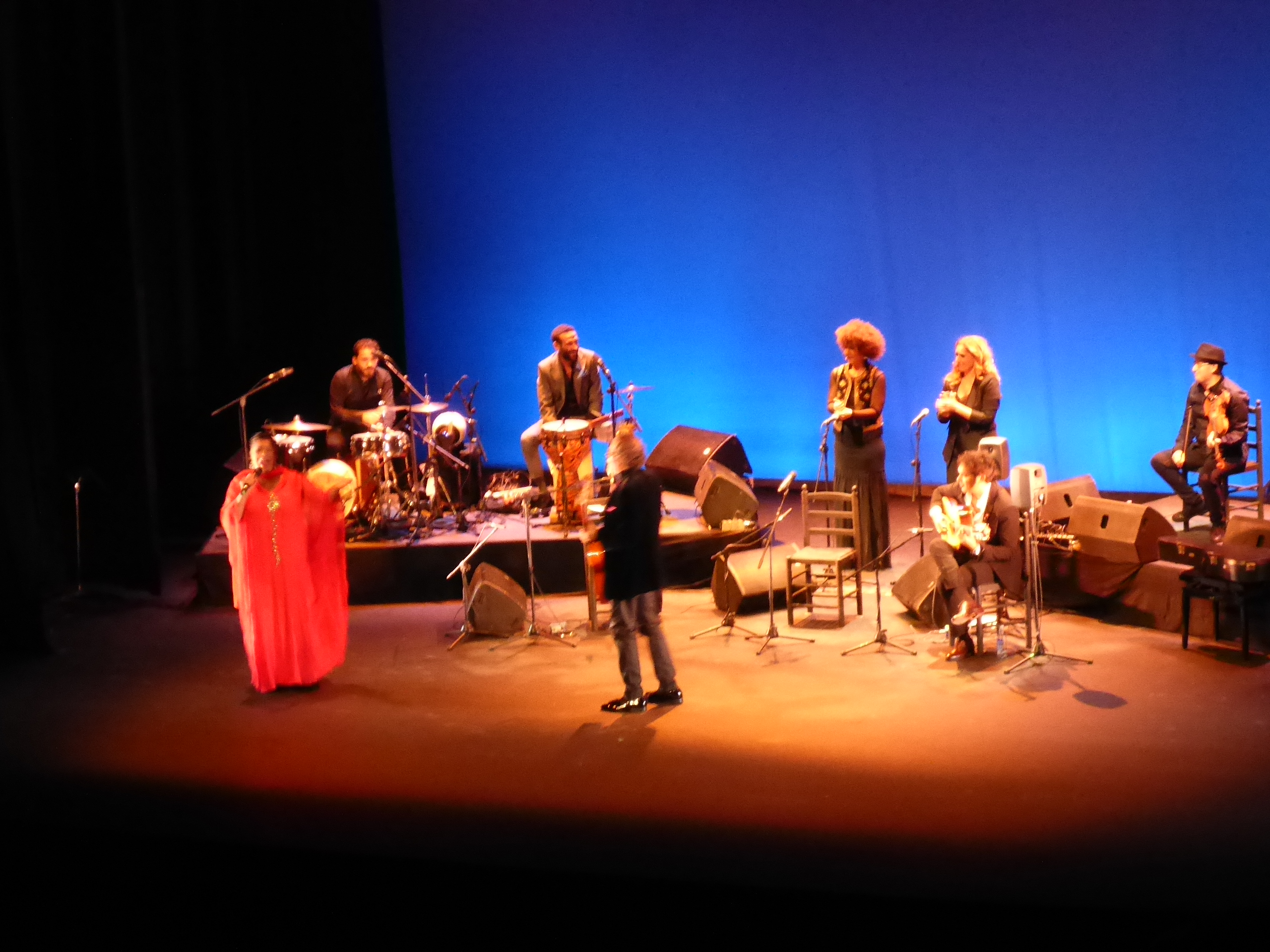
En concert amb Diego Carrasco

Ha editat diversos àlbums com a Luna Nueva, Seda mi piel, Turai Turai el 1997 amb el qual va vendre 150.000 còpies, Me voy contigo, Soy Gitana o Sonsonete el 2002. El 2004 va publicar el recopilatori Grandes Éxitos.
El 2014 va publicar un nou àlbum produït per Alejandro Sanz. El 2017 col·labora en l'àlbum No marrecojo de Diego Carrasco.
El 2018 va rebre el Premi Radiolé de l'emissora del Grup Pressa a tota la seva trajectòria.